# 荣寿固伦公主府
荣寿固伦公主府，原址位于今北京市东城区美术馆后街23号的北京中医医院，1986年迁建至今北京市密云区，是清朝荣寿固伦公主的府邸。

## 简介
此府原址元朝为崇真万寿宫，明朝为天师庵草场。明朝天启六年，天师庵草场失火。清朝在此处兴建諴亲王府。《乾隆京城全图》取灯胡同以北，从大佛寺西街（今美术馆后街）至东黄城根北街，为諴亲王府。《宸垣识略》卷六：“諴亲王在大佛寺北路西”。諴亲王是清朝康熙帝的最幼子允祕，乾隆二年（1737年）分到此处府第。奏折中称：“奏为十月初二日和亲王、諴亲王迁移新府，照例除派内务府总管一员，带领内务府官员送行，并预备桌张事。”
乾隆三十八年（1773年）十二月，允祕逝世。长子弘畅降爵袭郡王，仍居本府。允祕次子弘旿在乾隆三十九年（1774年）获封固山贝子，在王府南端即今大取灯胡同9号另建一座贝子府（後为多公府）。
弘畅长子多罗贝勒永珠因犯事而遭夺爵。因永珠无子嗣，乃以弘旿之孙绵勋为继子，降袭贝子。同治年间，由於绵勋贝子府仍为原来王府的规格，早就逾制，乃将王府後半段割为民宅，後形成小苏州胡同（1965年更名为阳春胡同），并将王府西南部大块割出（其最南端形成兴隆胡同）。
同治八年（1869年），绵勋贝子府被赐给荣安固伦公主，绵勋迁居西城绒线胡同西口路北（後称霱公府，1959年在此开办四川饭店）。内务府档案载：“总管内务府谨奏：^荣安固伦公主已指额驸，所有公主下嫁时居住府第，著预为奏请赏给，现准宗人府将各处堪用府第单内，择其百间以上者共十一处，拣派司员前往详细踏勘，绘图贴说……恭呈御览，伏候钦定赏给。”此件所附十一处府第单中，绵勋府居首。同治八年三月二十九日，军机大臣奉面谕旨：“固山贝子绵勋府第著赏给荣安固伦公主。”同治九年闰十月十九日，“所有前赏荣安固伦公主府第，著即择吉兴修”。
荣安固伦公主为咸丰帝长女，故此府俗称“大公主府”。荣安固伦公主在此居住不久，便咯血暴卒。同治十三年（1874年），此府赐恭亲王奕訢的长女荣寿固伦公主，故此府又称“长公主府”。同治五年（1866年），慈禧太后将荣寿公主指婚给富察氏一等公景寿之子志端，婚后五年志端病逝，荣寿公主回皇宫陪伴慈禧太后。慈禧太后去世後，荣寿公主返回这处府邸居住，因无子嗣，乃以志端之侄麟光为继子。
1924年，荣寿公主逝世，公主府为麟光夫妇继承，此後他们挥霍家财，入不敷出，乃将公主府部分出售，导致府邸用途多次变更，府邸西部大量遭拆改。麟光病逝後，债主纷纷上门讨债，麟光之子增恺、增悌、增怿弃府出走，债权人吉祥戏院占有公主府。
1930年，北平宪兵司令部中央宪兵第三团占用公主府。1933年9月3日，北平宪兵司令部副司令蒋孝先以房屋不敷办公为理由，将中央宪兵第三团迁至东四钱粮胡同，公主府随後改成後方医院。抗日战争时期，公主府被日军占用。抗日战争胜利后，被国民政府有关部门接管。1948年初，隶属台湾警备总司令部的31军司令部（31军军长为廖慷中将）及其第205师奉调驻防北平，司令部占用公主府。1949年1月，在北平和平解放中，31军司令部及其第205师开出北平城外接受中国人民解放军改编。
1949年9月中旬，公主府为中国人民政治协商会议第一届全体会议少数民族代表驻地，回族代表刘格平、新疆代表团代表赛福鼎等在此下榻。刘格平在回忆录中说，公主府是个大院，古色古香，是中央专为少数民族代表预备，赛福鼎及新疆代表团另一位代表住在正面的前厅内，刘格平住在四合院西部两间房（一间卧室，一间办公会客）。中华人民共和国成立初期，公主府是中央民委的临时办公地。
1956年，在公主府成立北京中医医院。1985年，为建设北京中医医院新的门诊楼和科研楼，将公主府部分主体建筑迁建至北京市密云县城西北的白河郊野公园甲区。迁建後的建筑分为正、西两路，房屋共130多间。正路分为五进院落，西路分为四进院落，灰布筒瓦顶。1988年，在公主府成立密云博物馆。1991年，密云博物馆由密云县人民政府批准建制。此后至2002年底，该博物馆一直占用公主府。2002年底，该馆迁入密云县西滨河路的博物馆综合楼。
2000年代，北京中医医院在东黄城根北街东侧仿照原公主府大门的风格新建了北京中医医院西门。